# Professional Building (Phoenix)
El Professional Building es un rascacielos construido en 1932 en la ciudad de Phoenix, la capital del estado de Arizona. Está diseñado en estilo art déco y tiene 52 metros de altura. Una torre central se eleva desde la base de dos pisos con un ala en el lado occidental del edificio. Las entradas en Central Avenue y Monroe Street cuentan con rejas decorativas sobre las puertas.
Funcionó como edificio de oficinas desde 1932 hasta que perdió a sus últimos inquilinos en la década de 1990. Posteriormente, el edificio permaneció vacío durante dos décadas, antes de reabrir como hotel en 2015.

## Historia
En 1930, miembros de la Sociedad Médica del Condado de Maricopa se reunieron para discutir la necesidad de una instalación importante para consultorios médicos, dentales y de laboratorio. Casualmente, Valley Bank and Trust Company (más tarde conocido como Valley National Bank of Arizona) estaba preparando planes para construir su sede. El Professional Building es el resultado de conjugar las necesidades de espacio de oficinas de ambas entidades.
Una vez finalizado, en febrero de 1932, el Valley Bank se trasladó a los tres pisos inferiores y los consultorios médicos ocuparon los siete superiores.
En 1958, se agregó un gran letrero giratorio del Valley National Bank en la parte superior de la torre. Medía 49 pies de ancho y se podía ver desde millas a la redonda. También en 1958 se añadió otro piso al ala oeste. Este piso difiere ligeramente del resto del edificio, ya que es principalmente de vidrio y está unido a la torre central del núcleo por un voladizo en ángulo de 45 grados. (En la toma de apertura de la película Psicosis de 1960 de Alfred Hitchcock, se puede ver el edificio junto con el letrero giratorio mientras la cámara recorre el horizonte del centro de Phoenix).
En 1972, el Valley Bank se trasladó al otro lado de la calle hasta el rascacielos más alto del estado, su sede de nueva construcción, ahora conocida como Chase Tower.
En las siguientes dos décadas, la ocupación del edificio disminuyó, sin embargo, el 8 de enero de 1993, el Professional Building fue incluido en el Registro Nacional de Lugares Históricos.
A principios de la década de 2000, el edificio había estado vacío durante años y el letrero giratorio había sido eliminado.
Grace Communities, con sede en Scottsdale, compró el Professional Building en 2005 para renovarlo y convertirlo en un hotel boutique llamado Hotel Monroe. En 2007 se iniciaron algunos trabajos de construcción preliminares, y la mayor parte del interior del edificio fue destruida. Originalmente programado para abrir en octubre de 2008, el proyecto del Hotel Monroe fue cancelado debido al colapso de su prestamista, Mortgages Ltd.
En 2013, el edificio fue la última de las propiedades de Mortgages Ltd. en venderse, y se destinó a CSM Lodging por 7,9 millones de dóares. El edificio fue renovado de 2014 a 2015, con la ayuda de la Corporación de Inversión y Desarrollo Comunitario de Phoenix y el Programa de Crédito Fiscal para Nuevos Mercados, y se inauguró en diciembre de 2015 como Hilton Garden Inn. La renovación del edificio como hotel de 170 habitaciones se terminó en 2016 y concluyó con una ceremonia de inauguración formal el 19 de mayo de 2016.